# Tony Tani

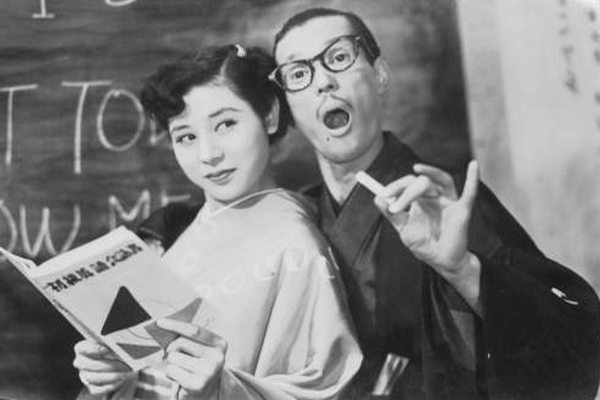
Tony Tani (à droite) avec l'actrice Yoshiko Hirose dans le film Le Profil de la ville (1953).

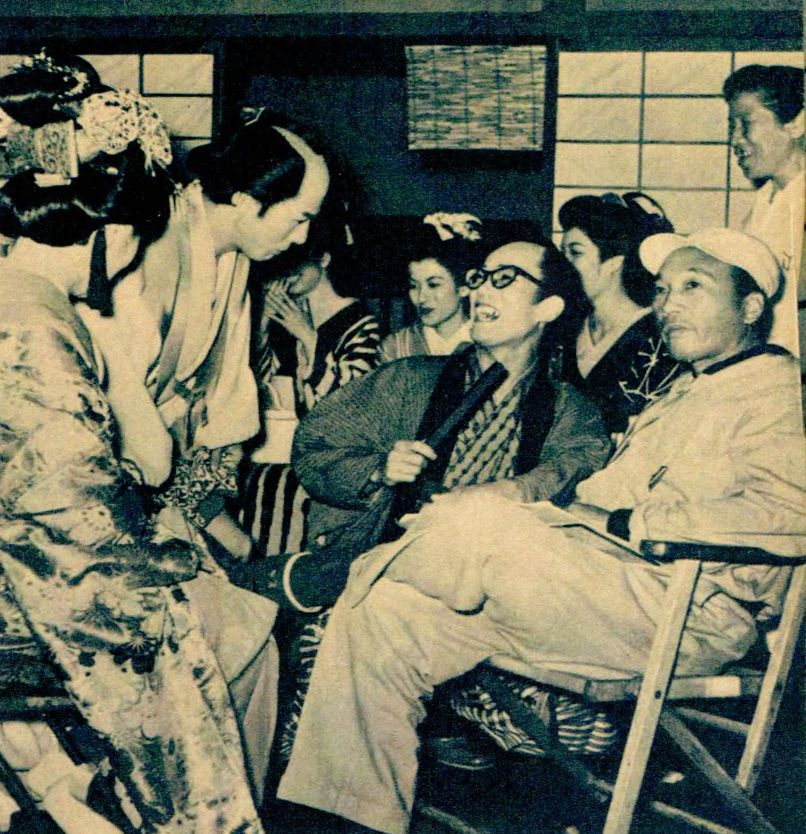
de g. à d. : Mariko Miyagi, Ichirō Arishima, Tony Tani et Torajirō Saitō sur le tournage de Koisuredo koisuredo monogatari (1956).

Tony Tani (トニー谷), de son vrai nom Shōtarō Ōtani (大谷 正太郎, Ōtani Shōtarō) (14 octobre 1917 - 16 juillet 1987), est un humoriste japonais des années 1950, à la fois acteur, chanteur et maître de cérémonie, connu pour son personnage de scène flamboyant qui tournait en dérision les stéréotypes japonais sur les Américains ainsi que l'influence de l'occupation américaine du Japon sur la culture japonaise.

## Biographie
Alors qu'il exerce comme maître de cérémonie sur les émissions de radio et dans les salles de danse, Tani développe un personnage de scène énergique qui s'exprime en mélangeant les conventions de langage archaïques des prostituées de luxe avec des répliques caustiques et des bribes anachroniques d'un jargon anglophone approximatif. Il parodie le style américain avec des lunettes androgynes, une fine moustache à la Ronald Colman, et des costumes raides et une perruque, se faisant appeler Number One Handsome Boy. Il imite Spike Jones en jouant du jazz de manière satyrique, utilisant un soroban (boulier japonais) comme instrument de percussion pour ridiculiser les problèmes économiques du Japon d'après-guerre.
Tani se moque ouvertement de son public dans un style caustique qui plaît d'abord mais qui finit par fatiguer les gens et la presse, qui le critiquent pour son manque d'humilité après la libération tranquille de son fils enlevé en 1955. Sa popularité décline, tandis que les critiques sociaux japonais mènent la nation en réaffirmant l'identité culturelle indépendante du Japon, attaquant Tani comme étant un symbole de la « colonisation » américaine. Au cours des années suivantes, il travaille à revitaliser sa carrière face à une résistance continue de la presse et de l'industrie du divertissement, y compris des producteurs d'émissions de télévision nostalgiques.  Il meurt d'un cancer du foie en 1987.

## Filmographie partielle
- 1953 : Monsieur Pû (プーサン, Pū-san?) de Kon Ichikawa
- 1953 : Le Profil de la ville (都会の横顔, Tokai no yokogao?) de Hiroshi Shimizu : le professeur d'anglais
- 1953 : Ninjutsu makaritōru (忍術罷り通る?) de Hiromasa Nomura
- 1954 : Katei no jijō: Bakka ja nakarō ka no maki (家庭の事情 馬ッ鹿じゃなかろうかの巻?) de Motoyoshi Oda
- 1954 : Katei no jijō: Saizansu no maki (家庭の事情 さイざんすの巻?) de Motoyoshi Oda
- 1954 : Katei no jijō: O-konbanwa no maki (家庭の事情 おこんばんわの巻?) de Motoyoshi Oda
- 1954 : Katei no jijō: Nechorinkon no maki (家庭の事情 ネチョリンコンの巻?) de Motoyoshi Oda
- 1956 : Koisuredo koisuredo monogatari (恋すれど恋すれど物語?) de Torajirō Saitō

## Postérité
- Le mangaka Fujio Akatsuka s'est inspiré de Tani pour créer le personnage d'Iyami (dont le nom signifie « criard » ou « désagréable ») dans Osomatsu-kun.
- Dans l'épisode Neitram, Méios et le Voleur aux Rêves ! de la série Pokémon de 2011 apparaît un personnage nommé Léon qui est une caricature physique de Tani avec des éléments comportementaux d'Iyami.
- En 1987, Eiichi Ohtaki (en) produit l'album This is Mr. Tony Tani, une compilation d'enregistrements musicaux inédits de Tani, qui combinent des éléments de jazz, mambo, cha-cha-cha et de musique japonaise traditionnelle[5].